# Gorka Fraile
Gorka Fraile (* 7. April 1978 in Irun) ist ein spanischer Tennisspieler.

## Karriere
Fraile wurde in Irun geboren, einer Stadt in der autonomen Region Baskenland. Mit sechs Jahren begann er mit dem Tennis, ab 14 trainierte er im Club de Tenis Txingudy in seiner Heimatstadt. Später zog er nach Barcelona, wo er von da an lebte.
Erste Profiturniere spielte Fraile 1998 auf der ITF Future Tour, wo er bis Ende 1999 seine ersten zwei Finals erreichte und im Doppel zudem seinen ersten Titel gewann, sodass er jeweils die Top 500 der Tennisweltrangliste erreichte. 2000 steigerte er sich insbesondere im Einzel, als er drei von fünf Future-Finals für sich entscheiden konnte und somit erstmals in den Top 300 der Welt stand. Nach zwei weiteren Finals konnte der Spanier regelmäßiger an Turnieren der nächsthöheren ATP Challenger Tour teilnehmen und erreichte auf Anhieb in Edinburgh das Finale, wo er Kristian Pless aus Dänemark unterlag. Bei seinem Halbfinaleinzug in Barcelona gewann er mit Albert Montañés erstmals gegen eine Top-100-Spieler. Ende 2001 stand er so auf Platz 169, seinem bisherigen Karrierehoch.
2002 gab er sein Debüt auf der ATP World Tour, als er in Båstad bei den Swedish Open zum Auftakt gegen den Titelverteidiger Andrea Gaudenzi überraschend gewann. Im Achtelfinale verlor er in drei Sätzen gegen Tommy Robredo. In Kiew erreichte er sein zweites Challenger-Finale, wo er unter anderem Nikolai Dawydenko besiegte, doch im Finale dem Georgier Irakli Labadse unterlag. 2003 gewann er schließlich in Freudenstadt sein erstes Challenger. Im Finale besiegte er Alexander Waske. Ansonsten gelangen Fraile weniger Erfolge, sodass er in der Weltrangliste an Boden verlor und 2005 wieder Futures spielen musste. Als er dort vier gewinnen konnte und in Florianópolis zudem beim Challenger das Finale erreichte, wo er unter anderem Gustavo Kuerten besiegte, stand er wieder in den Top 200. Im Verlauf des Jahres, das sein erfolgreichstes werden sollte, zog er weitere vier Male in Challenger-Finals ein, von dem er eines – in Genua – verwerten konnte. Im Oktober erreichte er dadurch Rang 126, seinen Karrierebestwert. Im Doppel stand er ein Jahr zuvor mit Platz 233 am höchsten. Nach weniger Erfolgen bei Challengers oder Ausscheiden in der Qualifikation von Turnieren der World Tour trat Fraile 2008 vom Profisport zurück.
2011 und 2012 gab er ein kurzes Comeback, in dem er sich unter anderem überraschend für das Turnier in Umag qualifizieren konnte, dort aber Ernests Gulbis unterlag.

## Erfolge
| Legende (Anzahl der Siege)  |
| Grand Slam                  |
| ATP World Tour Finals       |
| ATP World Tour Masters 1000 |
| ATP World Tour 500          |
| ATP World Tour 250          |
| ATP Challenger Tour (2)     |

### Einzel

#### Turniersiege
| Nr. | Datum              | Turnier      | Belag | Finalgegner     | Ergebnis      |
| --- | ------------------ | ------------ | ----- | --------------- | ------------- |
| 1.  | 31. August 2003    | Freudenstadt | Sand  | Alexander Waske | 3:6, 6:3, 6:4 |
| 2.  | 10. September 2006 | Genua        | Sand  | Potito Starace  | 6:4, 3:6, 6:4 |